# San Antonio Tehuitz
San Antonio Tehuitz är en ort i Mexiko.   Den ligger i kommunen Kanasín och delstaten Yucatán, i den östra delen av landet, 1 000 km öster om huvudstaden Mexico City. San Antonio Tehuitz ligger 15 meter över havet och antalet invånare är 724.
Terrängen runt San Antonio Tehuitz är mycket platt. Runt San Antonio Tehuitz är det ganska tätbefolkat, med 70 invånare per kvadratkilometer. Närmaste större samhälle är Mérida, 13,1 km nordväst om San Antonio Tehuitz. I omgivningarna runt San Antonio Tehuitz växer i huvudsak lövfällande lövskog.